# Anna Andreu
Anna Andreu   (Sant Quirze del Vallès, 1988) és una cantant, guitarrista i compositora de pop folk. Va començar la carrera en solitari el 2020, després de formar part del duo Cálido Home.
En la seva trajectòria ha comptat amb la participació de la multiinstrumentista Marina Arrufat i el productor Jordi Matas.
El 2023, va rebre el Premis Enderrock al millor disc d'autor per La mida.

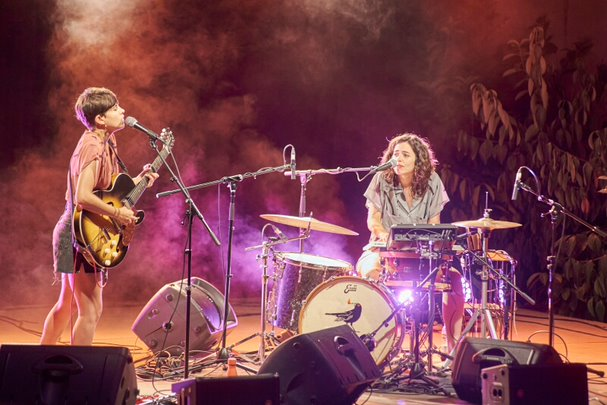
Anna Andreu i Marina Arrufat en concert el 2022.

Entre els seus referents musicals hi ha Big Thief, Aldous Harding i Paco Ibañez.

## Discografia

### Àlbums d'estudi
- Els mals costums (2020)
- La mida (2022)
- Vigília (2025)

### Singles i EPs
- Un revés (per a la sèrie de Netflix "Alma") (2022)
- La certesa (2022)
- Gem (2020)
- La canción del jinete (2020)[8]
- Torrent sanguini (2020)